# 10-й мікрорайон (Тернопіль)
10-й мікрорайон — мікрорайон Тернополя.

## Вулиці
- Академіка С. Балея
- Бойківська
- В. Будзиновського
- М. Вербицького
- Полковника Д. Вітовського
- Гуцульська
- Канадська
- Є. Коновальця
- Лемківська
- У. Самчука
- У. Самчука-бічна
- П. Чубинського